# 6837 Bressi
6837 Bressi este un asteroid din centura principală de asteroizi.

## Descriere
6837 Bressi este un asteroid din centura principală de asteroizi. A fost descoperit pe 8 decembrie 1994 la Kitt Peak National Observatory în cadrul proiectului Spacewatch. El prezintă o orbită caracterizată de o semiaxă mare de 2,85 ua, o excentricitate de 0,22 și o înclinație de 12,8° în raport cu ecliptica.